# Majorca Open 1999 - Qualificazioni doppio
Le qualificazioni del doppio  del Majorca Open 1999 sono state un torneo di tennis preliminare per accedere alla fase finale della manifestazione. I vincitori dell'ultimo turno sono entrati di diritto nel tabellone principale. In caso di ritiro di uno o più giocatori aventi diritto a questi sono subentrati i lucky loser, ossia i giocatori che hanno perso nell'ultimo turno ma che avevano una classifica più alta rispetto agli altri partecipanti che avevano comunque perso nel turno finale.
Le qualificazioni del doppio del torneo Majorca Open 1999 prevedevano 4 coppie partecipanti di cui una è entrata nel tabellone principale.

## Teste di serie
1. Oscar Burrieza-Lopez /  Dominik Hrbatý (Qualificati)

1. Julien Jeanpierre /  Gregory Zavialoff (ultimo turno)

## Qualificati
1. Oscar Burrieza-Lopez  /   Dominik Hrbatý

## Tabellone

### Legenda
| - Q = Qualificato - WC = Wild card - LL = Lucky loser | - ALT = Alternate - SE = Special Exempt - PR = Protected Ranking | - w/o = Walkover - r = Ritirato - d = Squalificato |

|  | Primo turno | Primo turno                                      | Primo turno                                      | Primo turno | Primo turno |  |  | Ultimo turno | Ultimo turno                        | Ultimo turno                        | Ultimo turno | Ultimo turno |  |
|  |             |                                                  |                                                  |             |             |  |  |              |                                     |                                     |              |              |  |
|  | 1           | Oscar Burrieza-Lopez Dominik Hrbatý              | Oscar Burrieza-Lopez Dominik Hrbatý              | 6           | 6           |  |  |              |                                     |                                     |              |              |  |
|  |             | Tomas Prieto-Sorense Daniel Rodriguez-Bethancour | Tomas Prieto-Sorense Daniel Rodriguez-Bethancour | 2           | 1           |  |  | 1            | Oscar Burrieza-Lopez Dominik Hrbatý | Oscar Burrieza-Lopez Dominik Hrbatý | 6            | 7            |  |
|  | 2           | Julien Jeanpierre Gregory Zavialoff              | Julien Jeanpierre Gregory Zavialoff              | 6           | 6           |  |  | 2            | Julien Jeanpierre Gregory Zavialoff | Julien Jeanpierre Gregory Zavialoff | 3            | 6            |  |
|  |             | Antonio Baldellou-Esteva Juan-Albert Viloca-Puig | Antonio Baldellou-Esteva Juan-Albert Viloca-Puig | 2           | 3           |  |  |              |                                     |                                     |              |              |  |